# Chengda Shifan Xuexiao
Chengda Shifan Xuexiao (成達師範學校 / 成达师范学校,  Chéngdá Shīfàn Xuéxiào,  Ch'eng-ta shih-fan hsüeh-hsiao, kurz: Chengda Shifan 师范学校) war eine 1925 von Ma Songting (马松亭), Tang Kesan (唐柯三) und anderen gegründete moderne muslimische Lehrerbildungsanstalt in China, die als eine der ersten ihrer Art gilt. Sie kombinierte in ihrem Curriculum Ideen der muslimischen Erweckung und des chinesischen Modernismus.

## Geschichte
Sie wurde in Jinan, Provinz Shandong, gegründet und 1929 nach Peking (früher: Beiping 北平) verlegt. Ihr Sitz in Jinan war die Große Nördliche Moschee von Jinan, nach dem Umzug nach Peking wurde die Dongsi-Moschee ihr Sitz. Die Schule war eine der ersten, die Studenten an die größte Universität der islamischen Welt entsandte, die Al-Azhar-Universität in Kairo. Die von ihr publizierte und gedruckte Zeitschrift Yuehua (月华 "Yuet Wah") erschien 1929 zum ersten Mal in Peking. Ihr angeschlossen war ein Verlag (Chengda Shifan Xuexiao chubanshe), in dem Bücher auf Arabisch und Chinesisch erschienen. Das Periodikum Chengda xiaokan erschien seit 1934, ursprünglich unter dem Namen Chengshi yuekan 成师月刊. Chengda wenhui ist der Titel eines vom Lehrkörper der Ausbildungsstätte herausgegebenen vierbändigen Sammelwerks, das wichtige Materialien zum neuen muslimischen pädagogischen Ansatz enthält. Während des Krieges zog sie zwischenzeitlich nach Chongqing um. Nach der Gründung der Volksrepublik wurde die schulische muslimische Ausbildung von einer anderen Institution fortgesetzt, der aus der Vereinigung mit den Pekinger (Beiping) Ausbildungsstätten Xibei zhongxue 西北中学, Yanshan zhongxue 燕山中学 und Xibei nüzhong 西北女中 entstandenen Guoli Huimin xueyuan 国立回民学院, heute unter dem Namen Beijing Shi Huimin xuexiao 北京市回民学校.